# O Colecionador (romance de Daniel Silva)
O Colecionador (The Collector em inglês) é um romance de 2023 de Daniel Silva, o 23º romance da série Gabriel Allon do autor. O livro estreou em segundo lugar na lista de best-sellers do New York Times.

## Resumo
A história decorre no contexto da invasão russa da Ucrânia em 2022 e também das crescentes preocupações com as mudanças climáticas. Gabriel Allon está aposentado dos serviços secretos israelitas, mas, vivendo com a família em Veneza, foi-lhe proposto pelas autoridades italianas a investigação do roubo de uma pintura famosa pertencente a um colecionador particular. A pintura, O Concerto de Johannes Vermeer, está desaparecida há mais de trinta anos, desde que foi roubada do Museu Isabella Stewart Gardner, em Boston. Allon encontra o ladrão, bem como o rico presidente da administração de uma companhia de petróleo que encomendou o roubo. No decurso da investigação, ele descobre um roubo ainda mais importante: o de materiais suficientes para produzir uma bomba nuclear. E de seguida ele recruta o ladrão da pintura e o magnata do petróleo para roubarem um plano secreto para destruição maciça na posse de um alto dirigente de Moscovo.

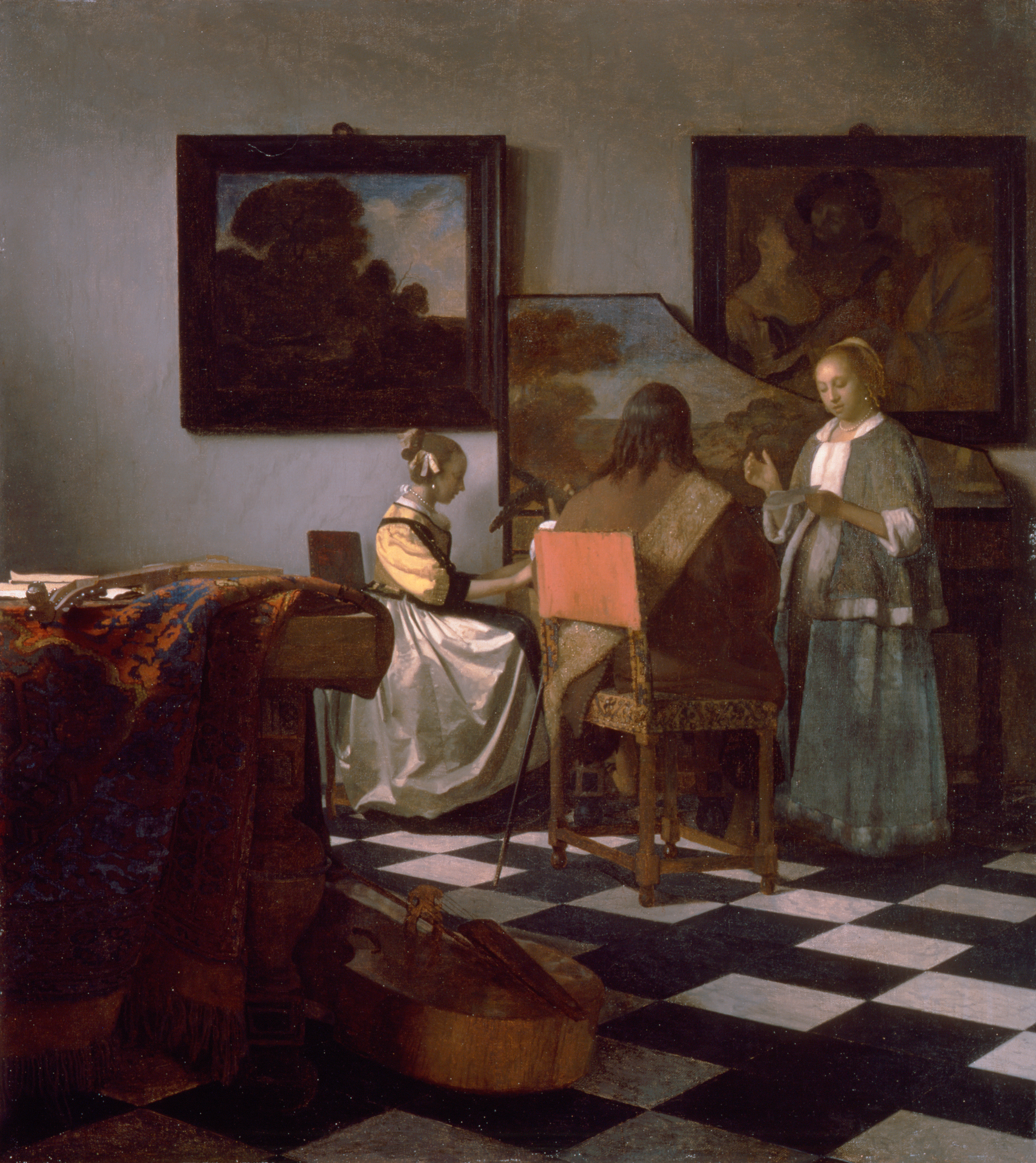
O Concerto (1663) de Johannes Vermeer

## Pinturas referidas
Além da obra de Vermeer já referida, Daniel Silva faz referência ainda neste livro, em vários contextos, às seguintes pinturas famosas:
- A Virgem em glória e Santos de Palma il Giovane[3]:36
- Retrato do Doge Leonardo Loredan de Giovanni Bellini[3]:40
- David segurando a cabeça de Golias de Caravaggio[3]:40
- Retrato da Senhora Canals de Pablo Picasso[3]:40
- Les Maisons (Fenouillet) de Henri Matisse[3]:40
- Autoretrato com orelha com penso de Vincent van Gogh[3]:40:47
- Natividade com São Francisco e São Lourenço de Caravaggio[3]:52
- Vista de Delft de Johannes Vermeer[3]:60
- Senhora e Senhor de preto de Rembrandt[3]:62
- Cristo na tempestade no Mar da Galileia de Rembrandt[3]:62
- Autorretrato, Idade de 23 de Rembrandt[3]:62
- Chez Tortoni de Édouard Manet[3]:62
- Quarto em Arles de Vincent van Gogh[3]:72
- O Astrónomo de Johannes Vermeer[3]:72

## Livros referidos
Por outro lado, e dado que um dos personagens, o que dá o título à obra, era colecionador de edições especiais de livros, o autor ao longo da obra faz referência aos seguintes livros:
- Romeu e Julieta de William Shakespeare[3]:184
- Morte em Veneza e Outras Histórias de Thomas Mann[3]:183
- Ulisses de James Joyce[3]:200
- Atlas Shrugged de Ayn Rand[3]:200
- Belos e Malditos de F. Scott Fitzgerald[3]:200
- O Grande Gatsby de F. Scott Fitzgerald[3]:200
- Doutor Jivago de Boris Pasternak[3]:200